# Klåmskenjaure
Klåmskenjaure är en sjö i Krokoms kommun i Jämtland och ingår i Indalsälvens huvudavrinningsområde. Sjön har en area på 0,775 kvadratkilometer och ligger 796,2 meter över havet.

## Delavrinningsområde
Klåmskenjaure ingår i det delavrinningsområde (709374-138305) som SMHI kallar för Utloppet av Klåmskenjaure. Medelhöjden är 878 meter över havet och ytan är 6,17 kvadratkilometer. Det finns inga avrinningsområden uppströms utan avrinningsområdet är högsta punkten. Vattendraget som avvattnar avrinningsområdet har biflödesordning 3, vilket innebär att vattnet flödar genom totalt 3 vattendrag innan det når havet efter 321 kilometer. Avrinningsområdet består mestadels av kalfjäll (86 procent). Avrinningsområdet har 0,9 kvadratkilometer vattenytor vilket ger det en sjöprocent på 14,5 procent.